# 후카가와정
후카가와정(일본어: 深川町)은 일본 홋카이도 우류군에 설치되었던 정이다. 현재의 후카가와시에 해당한다.